# Adriaen van der Spelt
Adriaen van der Spelled, né vers 1630 à Leyde et mort en 1673 à Gouda, est un peintre de fleurs néerlandais de l'âge d'or.

## Biographie
Adriaen van der Spelled nait vers 1630 à Leyde.
Selon Houbraken, dont les commentaires sont basés sur les histoires de Gouda d'Ignatius Walvis, il est un excellent peintre de fleurs né à Leyde, mais ses parents sont originaires de Gouda. Il rejoint la Guilde de Saint-Luc à Leyde en 1658. Selon le RKD, il est un peintre de fleurs qui passe les années 1664 à 1670 à la cour de Brandebourg. Selon Houbraken, il travaille pour Frédéric-Guillaume Ier, électeur de Brandebourg, mais il déménage à Gouda pour « se marier une troisième fois avec une méchante épouse de Groningue qui le conduit dans sa tombe ».
Adriaen van der Spelled meurt en 1673 à Gouda.